# Adam Lallana
Adam David Lallana (St. Albans, Anglaterra, 10 de maig de 1988) és un exfutbolista anglès. El seu darrer club fou el Southampton FC. També formà part de la selecció anglesa.

## Palmarès
Southampton FC
- 1 Football League Trophy: 2009-10.

Liverpool FC
- 1 Campionat del Món de Clubs: 2019.
- 1 Lliga de Campions de la UEFA: 2018-19.
- 1 Supercopa d'Europa: 2019.
- 1 Premier League: 2019-20.